# Смерть хиппи! Да здравствуют панки!
«Смерть хиппи! Да здравствуют панки!» (нем. Tod den Hippies!! Es lebe der Punk) — фильм немецкого режиссёра Оскара Рёлера по его же сценарию. Комедия в стилистике чёрного юмора.

## Сюжет
1980-е годы, ФРГ. Молодой Роберт бежит из школы-интерната в Западный Берлин, спасаясь от провинциальной скуки и от окружающих его в интернате хиппи. Он находит там работу, а в свободное время обзаводится самыми неожиданными знакомыми и погружается в субкультуры большого города.  Фильм изобилует сценами гротеска и грубого юмора. Используются цветовые переходы (чёрно-белый, цветной, смещённая палитра). Музыкальным фоном служат композиции электронного постпанка.

## Производство
- Страна — Германия
- Режиссёр — Оскар Рёлер
- Сценарий — Оскар Рёлер
- Продюсеры — Штефан Арндт, Корнелия Акерс, Барбара Бюль и др.
- Оператор — Карл-Фридрих Кошник
- Композитор — Мартин Тодшаров
- Художники — Эдуард Краевский, Николь Фишналлер, Гернот Тёндел
- Монтаж — Петер Р. Адам

Бюджет — 3,5 млн евро
В ролях: 
- Tom Schilling: Robert Rother
- Wilson Gonzalez Ochsenknecht: Schwarz
- Frederick Lau: Gries
- Emilia Schüle: Sanja
- Hannelore Hoger: Gisela
- Samuel Finzi: Klaus Rother
- Alexander Scheer: Blixa Bargeld
- Anna-Maria Hirsch: Gina
- Marc Hosemann: Nick Cave
- Sonja Bertram: Coco
- Anna Amalie Blomeyer: Roswitha
- David Bredin: Rudi
- Rolf Zacher: Ralf
- Luisa Wietzorek: Jana
- Uwe Dag Berlin: Dealer
- Nikolai Will: Freier